# D.O.A. - Dead on Arrival
D.O.A. - Dead on Arrival (D.O.A.), noto anche con il titolo D.O.A. - Cadavere in arrivo, è un film del 1988 diretto da Annabel Jankel e Rocky Morton.
La pellicola è il rifacimento di Due ore ancora, film noir del 1950 diretto da Rudolph Maté. Protagonisti dell'opera sono Dennis Quaid e Meg Ryan al loro secondo film insieme dopo Salto nel buio e che qualche anno dopo si uniranno in matrimonio. La regista Annabel Jankel e il marito Rocky Morton, prima di realizzare il film, erano stati i creatori della serie televisiva britannica Max Headroom basata sull'omonimo personaggio.

## Trama
Il giovane professore universitario Dexter Cornell si accorge di essere stato avvelenato e di avere poche ore di vita. Con l'aiuto della sua giovane allieva Sidney cerca di scoprire chi lo vuole morto e come trovare la cura. Rimane così invischiato in un torbido intrigo che coinvolge anche la sua ex-moglie.

## Titolo
L'espressione Dead on Arrival in medicina legale indica un paziente considerato clinicamente morto prima ancora di poter ricevere cure oppure morto durante il trasporto in ospedale; gergalmente indica anche la merce arrivata al cliente in cattivo stato o deteriorata.